# Punta Garin
La Punta Garin (in francese, Pic Garin o Pointe Garin ;  pron. fr. AFI: [ɡaʁɛ̃]; 3.448 m s.l.m.) è una montagna delle Alpi Graie situata in Valle d'Aosta.

## Caratteristiche
Si trova nel comune di Cogne a sud del Monte Emilius, a lato del vallone di Grauson (vallone laterale della val di Cogne).
La montagna non è molto conosciuta a causa della sua posizione poco visibile dalle valli principali e per il suo lungo percorso si accesso. Dalla vetta si gode di un ottimo panorama sui vicini Emilius e Tersiva e sui più lontani Grivola e Gran Paradiso.

## Ascensione alla vetta

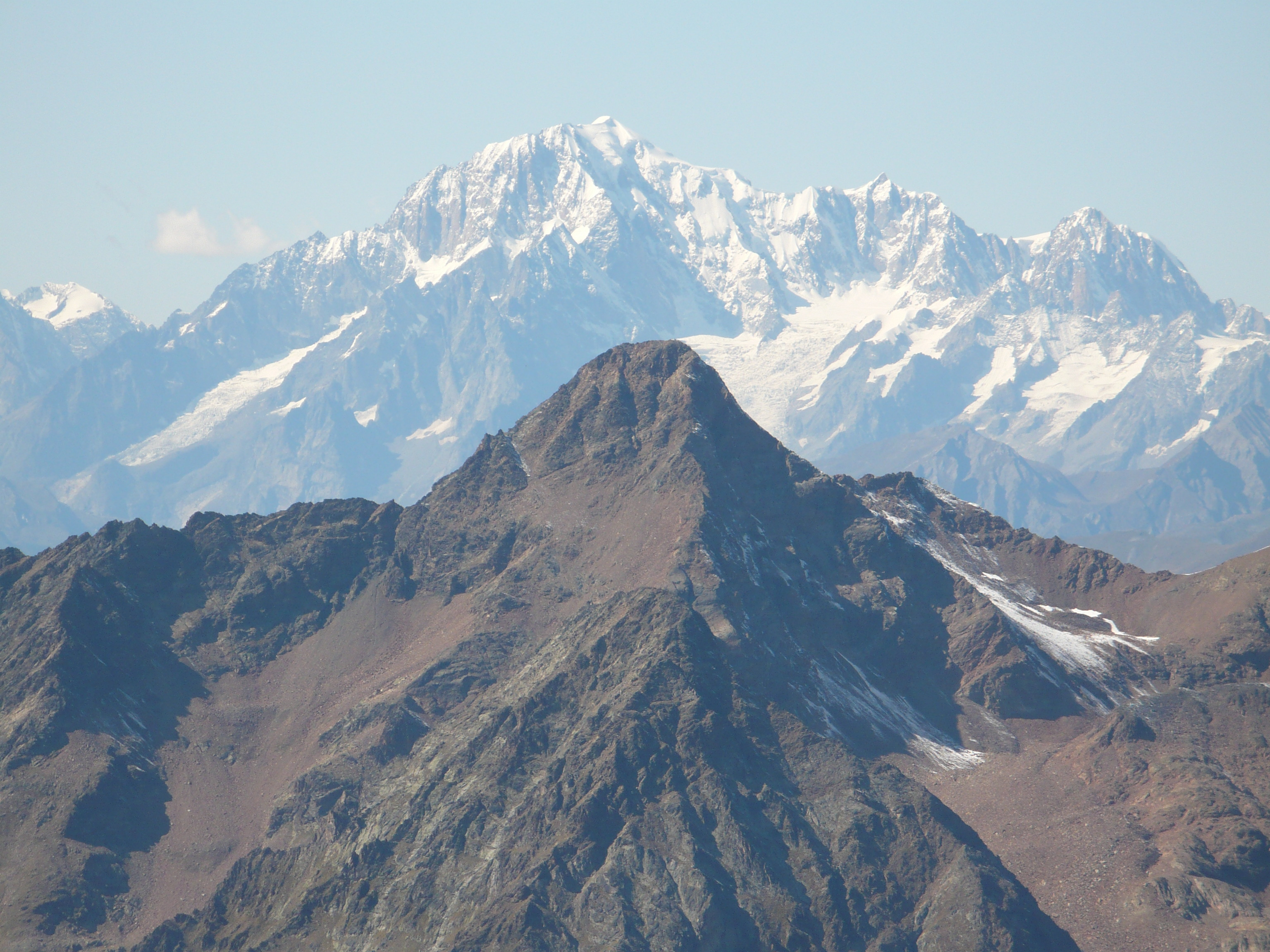
La Punta Garin vista da Punta Tersiva e, sullo sfondo, il massiccio del Monte Bianco.

La salita alla vetta è di natura alpinistica. La cresta nord è quella di più facile ascesa. Come punto di partenza è possibile sfruttare il rifugio Arbolle, il Bivacco Franco Nebbia o il Bivacco Grauson.

### Salita dal Rifugio Arbolle
Dal rifugio si sale verso sud-est in direzione del Colle Garin. Raggiunta la base della montagna si sale la cresta nord.

### Salita dal Bivacco Nebbia

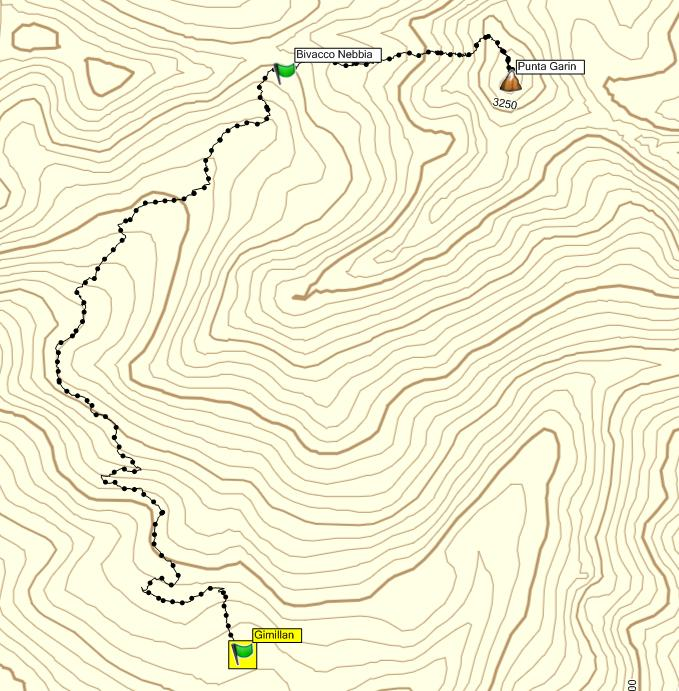
Visualizzazione grafica della salita passando dal Bivacco Nebbia.

Per raggiungere il Bivacco Franco Nebbia (2.720 m) si può partire da Gimillan, frazione di Cogne. Si risale il Vallone d'Arpisson fino al bivacco. Dal bivacco si continua costeggiando il Lago Garin (2.840 m), si risale il vallone fino a portarsi sulla cresta nord che infine si percorre fino in cima.

### Salita dal Bivacco Grauson

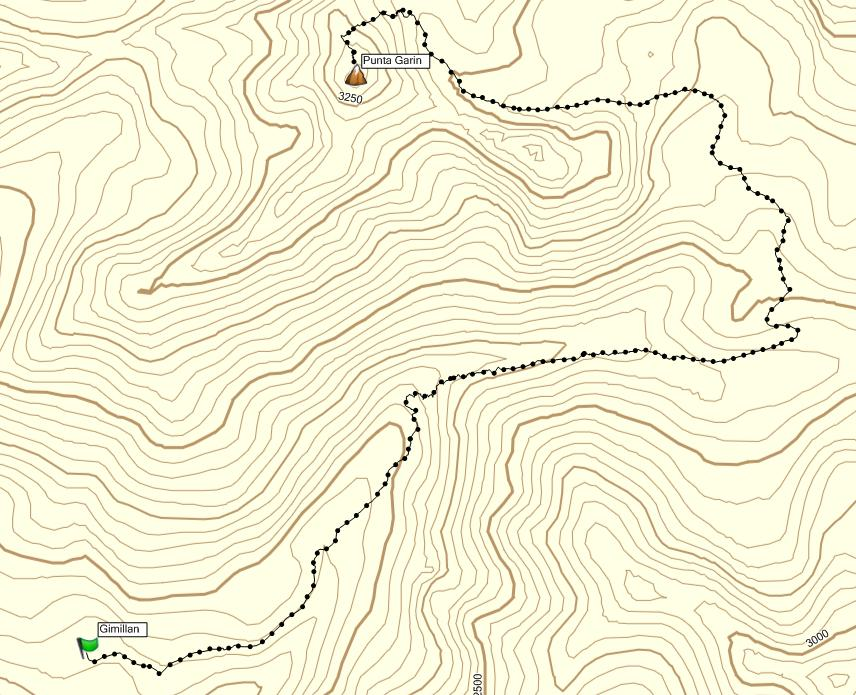
Visualizzazione grafica della salita partendo da Gimillan e percorrendo il Vallone di Grauson.

Partendo da Gimillan si percorre il Vallone di Grauson. Si passa l'alpeggio Grauson e poco oltre si devia a sinistra e si raggiunge il Bivacco Grauson (2.540 m). Dal bivacco si continua costeggiando i Laghi di Lussert percorrendo poi quello che resta del Ghiacciaio di Lussert. Raggiunta la testata della valle si sale a sinistra e si guadagna la cresta nord della Punta Garin.